# Erminio Macario
(Macario, 1974)
Erminio Macario, noto anche con lo pseudonimo di Macario (Torino, 27 maggio 1902 – Torino, 26 marzo 1980), è stato un attore e comico italiano di teatro, cinema e televisione.
Considerato dai critici come l'inventore del cinema comico italiano, nella sua lunga carriera ha lavorato a oltre cinquanta spettacoli teatrali tra teatro di varietà, riviste, commedie musicali e spettacoli di prosa. Raggiunse presto il successo e lanciò numerose soubrette. Prestò la sua maschera oltre che al cinema anche alla televisione, adottando spesso il piemontese per i suoi personaggi e le sue macchiette.

## Biografia

### Gli esordi
Nato da una famiglia molto povera e numerosa, in via Botero 1 a Torino, quarto e ultimo figlio di Giovanni Macario e Albertina Berti, iniziò a recitare fin da bambino nella filodrammatica della scuola, presto interrotta per lavorare e aiutare la famiglia. Fra un mestiere e l'altro, tra cui anche un anno di apprendistato nella fabbrica FIAT (1918), nel 1920, a 18 anni, decise di entrare in una compagnia di "scavalcamontagne", termine con cui erano definite in Piemonte le formazioni di paese che rappresentavano drammi e farse nei giorni di fiera, e affrontò il suo primo vero pubblico, esordendo su un palco di paese presso Belgioioso, in provincia di Pavia. Nel 1921 esordì nel teatro di prosa e, nel 1924, in quello di varietà, all'interno della compagnia di "balli e pantomime" di Giovanni Molasso. Il suo debutto con il ruolo di "secondo comico" fu al Teatro Romano di Torino con le riviste Sei solo stasera e Senza complimenti; dal settembre 1924 fu poi a Milano con Il pupo giallo e Vengo con questa mia di Piero Mazzuccato, seguite nel 1925 da Tam-Tam di Carlo Rota e Arcobaleno di Mazzuccato e Carlo Veneziani. Per Macario, oltre che un salto di professionalità, fu l'occasione per apprendere e sviluppare la sua naturale inclinazione all'arte mimica.

### Anni venti
Nel 1925 viene notato dalla famosa soubrette Isa Bluette, che lo scrittura nella sua compagnia come "comico grottesco", permettendogli di esordire a Torino con Valigia delle Indie, di Ripp e Bel-Ami (pseudonimi di Luigi Miaglia e Anacleto Francini). Gradatamente Macario costruisce una comicità personale, fatta di una maschera clownesca, le cui caratteristiche più appariscenti erano un ciuffo di capelli sulla fronte, gli occhi arrotondati e la camminata ciondolante. Ma intuisce anche che il successo di uno spettacolo dipendeva soprattutto dalla presenza sulla scena di donne avvenenti. Macario rimase con Isa Bluette per quattro anni, acquistando via via sempre maggior notorietà e guadagnandosi prima il titolo di "comico" e finalmente il nome "in ditta" (1929). Sempre nel 1929 firmò la sua prima rivista come autore, Paese che vai, in collaborazione con Enrico M. Chiappo.

### Anni trenta
Nel 1930 fondò una sua compagnia teatrale, con la quale avrebbe girato l'Italia dal 1930 al 1965 e, tranne qualche escursione nell'avanspettacolo, sarebbe rimasta una delle compagnie di rivista più longeve del teatro italiano. Nel 1936 fu insieme a Hilda Springher ed Enzo Turco in una serie di riviste di Bel-Ami ed andò in scena anche al Teatro Reinach di Parma. Nel 1937 scritturò Wanda Osiris, con cui fece coppia negli spettacoli di genere mettendo in scena la rivista Piroscafo giallo di Macario, Ripp e Bel-Ami.
A partire dal 1937, ogni anno presentò una nuova rivista con sempre nuove attrici bellissime e brillanti (che scritturava in sostituzione delle ballerine, nel tentativo di innovare il genere). Tra le tante attrici lanciate da Macario si ricordano Tina De Mola, Olga Villi, Isa Barzizza, le sorelle Nava (Pinuccia, Diana, Lisetta e Tonini), Elena Giusti, Lily Granado, Marisa Maresca, Lauretta Masiero, Dorian Gray, Flora Lillo, Marisa Del Frate, Lucy D'Albert, Valeria Fabrizi, Sandra Mondaini e Lea Padovani, apprezzate in seguito come attrici cinematografiche.

Macario con Silvana Jachino nel 1939

Nel 1938 nacque il grande amore per la bellissima Giulia Dardanelli, allora sedicenne, che ben presto divenne quel che lui definì la sua seconda moglie, non ottenendo l'annullamento del precedente matrimonio (il divorzio non esisteva) con la coreografa Maria Giuliano. Nel 1951, a Parigi, i due si sposarono in occasione della rappresentazione della rivista Votate per Venere. Intanto, dalla loro unione erano già nati due bambini, Alberto (1943) pittore, artista visivo, attore e scrittore, e Mauro (1947), divenuto poi regista, poeta, scrittore (nonché biografo del padre).
Grazie alle sue rilevanti doti sceniche e mimiche, a una comicità giocata sul clownesco e sul nonsense, e alla presenza di un sempre sostenuto numero di procaci e sfavillanti soubrette, in breve tempo Macario divenne il protagonista più famoso della rivista italiana, tanto da essere consacrato come il "Re della rivista". I suoi spettacoli, a parte la sua comicità, restano esemplari per la ricchezza delle scene, i costumi sfarzosi, le musiche brillanti e per il corpo di ballo.
Parallelamente al teatro, nei primi anni trenta Macario iniziò a recitare anche per il cinema. Dopo un breve ruolo nel film muto Sole di Blasetti esordì come protagonista nel 1933 con il film Aria di paese (di cui firmò anche la sceneggiatura), che si rivelerà una esperienza poco fortunata. Il secondo tentativo, Imputato, alzatevi! (1939, regia di Mario Mattoli e soggetto di Vittorio Metz e Marcello Marchesi), invece avrà molto più successo. Forse proprio con questo film, per la prima volta nella storia del cinema italiano, si può parlare di comicità surreale. Seguirono poi i film Lo vedi come sei... lo vedi come sei? (1939), Il pirata sono io! (1940) e Non me lo dire! (1940). In questi ultimi quattro film Federico Fellini collaborò come gagman alle sceneggiature.

### Anni quaranta e cinquanta
Per tutti gli anni quaranta Macario proseguì la sua attività in teatro, sfornando un successo dietro l'altro come le riviste Amleto, che ne dici? (1944), Febbre azzurra (1944-1945), Follie d'Amleto (1946), Le educande di San Babila (1948), Oklabama (1949) e La bisbetica sognata (1950). Nel 1951, una tournée trionfale in Francia con la sontuosa rivista Votate per Venere (protagonista interpretata da Nory Morgan) fu suggellata dalla presenza fra il pubblico parigino delle più note personalità francesi; si narra che il presidente francese avesse imposto che l'attore fosse scortato da guardie repubblicane in alta uniforme.
Dalla metà degli anni cinquanta, tuttavia, le riviste cedono il posto alle nuove commedie musicali, mentre si affermano nuovi gusti e tendenze. Dopo il record di incassi raggiunto con Made in Italy (1953, che segnò anche il suo ritorno in coppia con Wanda Osiris) e Tutte donne meno io (1954, in cui Macario era l'unico uomo circondato da ben quaranta donne), il comico piemontese si dedicò alla commedia musicale. Accanto a primedonne quali Sandra Mondaini e Marisa Del Frate, realizzò spettacoli come L'uomo si conquista la domenica (1955), Non sparate alla cicogna (1957) di Ruggero Maccari e Mario Amendola, E tu, biondina (1957) e Chiamate Arturo 777 (1958) di Bruno Corbucci e Giovanni Grimaldi.

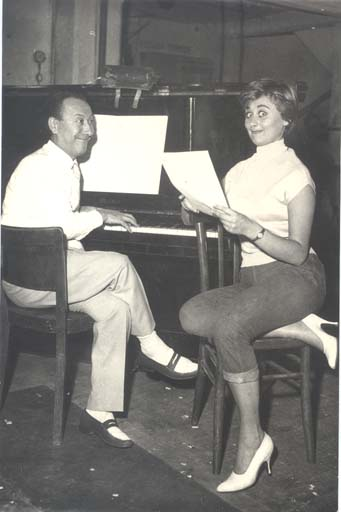
Macario con Sandra Mondaini durante le prove dello spettacolo E tu biondina... del 1956

Il successo sul grande schermo continuò ad arridergli fino all'inizio degli anni cinquanta, prima con il campione di incassi Come persi la guerra (1947) e poi con L'eroe della strada (1948) e Come scopersi l'America (1949), tutti diretti da Carlo Borghesio e prodotti da Luigi Rovere. La sua formula spettacolare, tuttavia, restava sempre più adatta al teatro di rivista e alla commedia musicale, che esaltavano la sua candida e innocente maschera attraverso le "prepotenze" sulla sua fedele spalla Carlo Rizzo e soprattutto attraverso il sottinteso erotico delle sue "donnine". Fra queste lavorò molti anni sul palcoscenico accanto a lui Ermellina Banfi (1926-2018) che recitò poi anche
a fianco di Rascel, Ugo Tognazzi, Dapporto, Vianello e che dopo la prematura morte dell'attore Guido Morisi dalla quale ebbe una figlia, Nicoletta, sposò Tino Buazzelli il quale adottò la piccola.

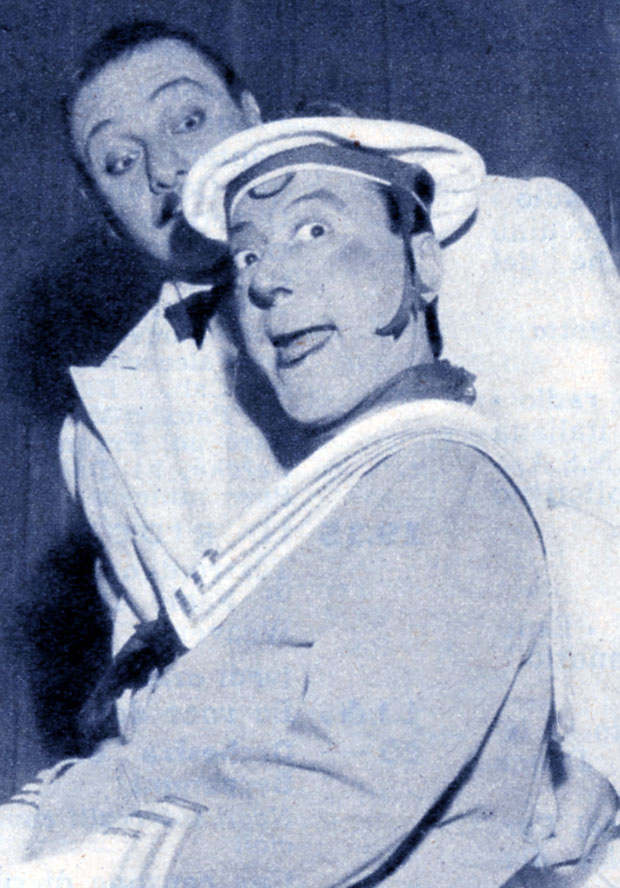
Macario, con Carlo Rizzo nel programma televisivo Rai Macarietto scolaro perfetto (1956)

 Tornato a Roma, Macario tentò di estendere le sue attività teatrali alla produzione cinematografica, realizzando il film Io, Amleto (1952). Il film si rivelerà essere un disastro, ma nonostante le forti perdite l'artista non si diede per vinto e con le sue riviste successive continuò a riscuotere un grande successo di pubblico e di botteghino. Successivamente Macario prese parte a molti altri film, senza esserne più però il protagonista assoluto, tranne in rari e sporadici tentativi che non sortirono il seguito sperato.
Nel 1957, il regista e scrittore Mario Soldati lo volle per il suo Italia piccola per un ruolo drammatico. Seppure inconsueto, Macario offrì una prova eccellente e dimostrò ancora una volta notevole versatilità.

### Anni sessanta
Dal 1959 al 1963 recitò in ben sei film con Totò: La cambiale (1959), Totò di notte n. 1 (1962), Lo smemorato di Collegno (1962), Totò contro i quattro (1963), Il monaco di Monza (1963) e Totò sexy (1963). In questi film Macario svolse un ruolo di spalla per Totò, ponendosi al suo servizio sul set. Fu proprio l'attore napoletano, che già cominciava a soffrire dei primi problemi alla vista, ad esprimere il desiderio di avere al suo fianco Macario, amico fidato con cui stabilire in tranquillità i tempi delle battute e delle gag. Il risultato ottenuto fu una serie di duetti, con un Totò ancora più irruente di fronte al tipico balbettìo di Macario.

### Anni settanta
Abbandonata la rivista, Macario si dedicò soprattutto al teatro di prosa, distinguendosi anche in ruoli drammatici e facendo qualche incursione nel teatro in lingua piemontese. Anche qui ottenne un grande successo con una rivisitazione del famoso testo Le miserie 'd Monsù Travet, messo in scena allo Stabile di Torino nel 1970.
Gli anni settanta, in cui Macario si dedicò alla trasposizione televisiva di alcune sue commedie di successo, sono ricchi di impegno nel campo della prosa e della commedia musicale. Fra i numerosi lavori di quel periodo, sono da ricordare Achille Ciabotto medico condotto (1971-1972), Carlin Cerutti sarto per tutti (1974), il film Il piatto piange (1974) di Paolo Nuzzi e Due sul pianerottolo (1975-1976), grandissimo successo a teatro accanto a Rita Pavone (da cui nel 1976 fu ricavato l'omonimo film di Mario Amendola, prodotto sempre da Luigi Rovere, il produttore che lo lanciò al successo alla fine degli anni quaranta; il quarantesimo e ultimo interpretato da Macario).
Negli ultimi anni l'attore torinese si impegnò nella realizzazione di un proprio teatro, "La Bomboniera", accanto via Santa Teresa 10, (indirizzo che era la sua abitazione torinese e non come alcuni credono nel castello in corso Lecce 63) che inaugurò nel 1977 con la commedia tratta da Molière Sganarello medicosifaperdire, scritta da suo figlio Mauro e Carlo Maria Pensa. La scelta del titolo non fu del tutto casuale: Macario aveva infatti da tempo espresso il desiderio di poter recitare Molière in un teatro tutto suo, tanto che fu spesso chiamato anche "Teatro Macario". Negli anni novanta il teatro fu poi diretto dall'attore Pier Giorgio Gili e alla sua morte fu convertito in una discoteca col nome di "Theatrò".
In televisione fu tra i protagonisti di Carosello fino al suo congedo, che avvenne nel 1977. Da ricordare lo storico spot della Galup di cui fu testimonial.
Nel 1974 fu protagonista della puntata di Milleluci, con Mina e Raffaella Carrà, dedicata al genere del varietà. Nel 1975 fu protagonista di un varietà in televisione, Macario uno e due. Nel 1978 la Rai gli tributò un altro varietà, Macario più, sei puntate tra prosa e rivista in cui l'attore ripercorse le tappe della sua lunga carriera all'insegna di un umorismo gentile, immediato e popolare. Nel 1979 fu il protagonista per un mese dello spettacolo televisivo (Rai 2) Buonasera con... Erminio Macario, per la regia del figlio Mauro.

### La morte e il dopo

Macario con la moglie Giulia Dardanelli

Durante l'ultima replica della sua ultima fatica teatrale, Oplà, giochiamo insieme, Macario accusò un malessere che si scoprirà essere un sintomo di un tumore. Il 26 marzo 1980 Erminio Macario morì in una clinica torinese a 77 anni, assistito fino all'ultimo dalla moglie Giulia Dardanelli. I funerali avvennero nella chiesa di San Dalmazzo di via Garibaldi, la mattina del 28 marzo 1980, e la salma venne trasportata al cimitero monumentale di Torino, dove ancora oggi riposa.
Dopo la sua morte il comico non fu apprezzabilmente valutato come si sarebbe dovuto, soprattutto dalla sua città. Non gli fu dedicata nessuna via, piazza o monumento se non, in recenti anni, soltanto dai vicini comuni periferici di Grugliasco e Trofarello e, in seguito, dai comuni di Roma, Ragusa e San Giovanni Rotondo e soprattutto Coazze, località nella quale con la moglie e i due figli, si recava in vacanza d'agosto. Nel 1993, poi, ne fu addirittura profanata la tomba. La rivisitazione della sua vita e delle sue opere fu soprattutto ad opera di moglie, figli, parenti e amici che nel 2002, in occasione del centenario della sua nascita, fondarono l'Associazione Culturale Erminio Macario "MacarioCult".
Sempre nel 2002, in occasione del centenario dalla nascita, viene intitolata a Erminio Macario la piazzetta del Teatro Superga di Nichelino (TO). In loco è presente una stele in pietra di Luserna con apposto un medaglione in bronzo con il suo volto. Alla manifestazione celebrativa, curata dal sindaco Pier Bartolo Piovano, parteciparono anche la moglie di Macario signora Giulia Dardanelli ed il figlio Alberto.
Nel 2022 il MiSE ne omaggia i centoventi anni della nascita curando l'emissione di un francobollo celebrativo.

## Filmografia
- Sole, regia di Alessandro Blasetti (1929)
- Aria di paese, regia di Eugenio De Liguoro (1933)
- Imputato, alzatevi!, regia di Mario Mattoli (1939)
- Lo vedi come sei... lo vedi come sei?, regia di Mario Mattoli (1939)
- Il pirata sono io!, regia di Mario Mattoli (1940)
- Non me lo dire!, regia di Mario Mattoli (1940)
- Il chiromante, regia di Oreste Biancoli (1941)
- Il vagabondo, regia di Carlo Borghesio (1941)
- Il fanciullo del West, regia di Giorgio Ferroni (1942)
- La zia di Carlo, regia di Alfredo Guarini (1943)
- Macario contro Zagomar, regia di Giorgio Ferroni (1944)
- Il cinema delle meraviglie, regia di Pietro Francisci (1945)
- L'innocente Casimiro, regia di Carlo Campogalliani (1945)
- Come persi la guerra, regia di Carlo Borghesio (1947)
- L'eroe della strada, regia di Carlo Borghesio (1948)
- Come scopersi l'America, regia di Carlo Borghesio (1949)
- Il monello della strada, regia di Carlo Borghesio (1950)
- Adamo ed Eva, regia di Mario Mattoli (1950)
- Io, Amleto, regia di Giorgio Simonelli (1952)
- Agenzia matrimoniale, regia di Giorgio Pàstina (1952)
- La famiglia Passaguai fa fortuna, regia di Aldo Fabrizi (1952)
- Io, mia moglie e la vacca (Ma femme, ma vache et moi), regia di Jean-Devaivre (1952)
- Carosello del varietà, regia di Aldo Quinti e Aldo Bonaldi (1955)
- Italia piccola, regia di Mario Soldati (1957)
- La cambiale, regia di Camillo Mastrocinque (1959)
- I quattro monaci, regia di Carlo Ludovico Bragaglia (1962)
- Totò di notte n. 1, regia di Mario Amendola (1962)
- Uno strano tipo, regia di Lucio Fulci (1962)
- Lo smemorato di Collegno, regia di Sergio Corbucci (1962)
- I 4 tassisti, regia di Giorgio Bianchi (1963)
- I quattro moschettieri, regia di Carlo Ludovico Bragaglia (1963)
- Avventura al motel, regia di Renato Polselli (1963)
- Il giorno più corto, regia di Sergio Corbucci (1963)
- Totò sexy, regia di Mario Amendola (1963)
- Totò contro i quattro, regia di Steno (1963)
- Il monaco di Monza, regia di Sergio Corbucci (1963)
- I nuvoloni, regia di Amasi Damiani (1964)
- Lisa dagli occhi blu, regia di Bruno Corbucci (1969)
- Nel giorno del Signore, regia di Bruno Corbucci (1970)
- Il prode Anselmo e il suo scudiero, regia di Bruno Corbucci (1973)
- Il piatto piange, regia di Paolo Nuzzi (1974)
- Due sul pianerottolo, regia di Mario Amendola (1976)

## Riviste e commedie musicali
Compagnia riviste e balli Molasso

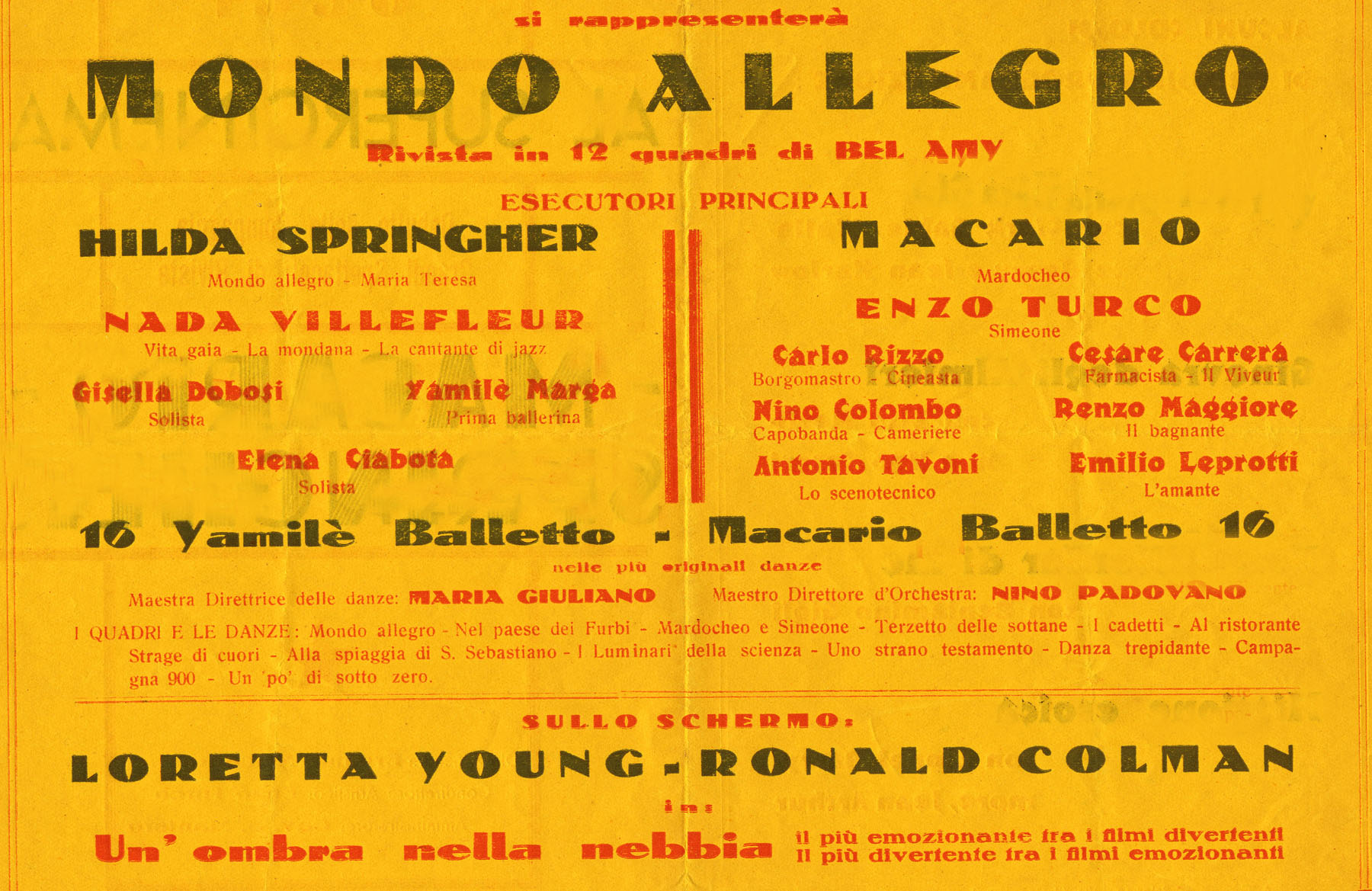
La locandina della rivista Mondo allegro (1936)

- Sei solo stasera? di Giovanni Molasso (1923)
- Addio maschietta di Ernesto Corsari (1923)
- Senza complimenti di Nicola (1923)
- Il giro del mondo in ottanta risate (1923)

Compagnia Rota-Veneziani-Mazzuccato
- Il pupo giallo di Piero Mazzuccato (1924)
- Vengo con questa mia di Piero Mazzuccato (1924)
- Tam-Tam di Carlo Rota (1925)
- Arcobaleno di Piero Mazzucato e Carlo Veneziani (1925)
- Il re delle api di Rota e Mazzuccato
- Ho trovato la Titina di Mazzuccato-Rota-Marco Praga

Compagnia Isa Bluette
- La valigia delle Indie di Ripp e Bel-Ami (1925)
- Il dito di Giove di Ripp e Bel-Ami (1925)
- Adama ed Evo di Ripp e Bel-Ami (1925)
- Jazzbandopoli di Ripp e Bel-Ami (1926)
- I tre emisferi di Ripp e Bel-Ami (1926)
- Sottane al vento di Ripp e Bel-Ami (1926)
- Turlututù di Ripp e Bel-Ami (1927)
- I frutti proibiti di Ripp e Bel-Ami (1927)
- A disco aperto di Ripp e Bel-Ami (1927)

Compagnia Isa Bluette-Erminio Macario
- Siamo nati per soffrire di Calandrino
- Paese che vai di Erminio Macario ed Enrico Maria Chiappo (1929)
- Torna al tuo paesello di Giovanni Manca
- Musica maestro! (o Taca Maestro!) di Ripp e Bel-Ami

Compagnia Testa-Fioretti-Macario-Titina
- Minorenni a noi! di Ripp e Bel-Ami (1926)
- Gatte di lusso di Ripp e Bel-Ami (1926)
- Diavoli rosa di Ripp e Bel-Ami (1926)

Compagnia Achille Maresca
- Madama follia di Ripp e Bel-Ami (1927)

Compagnia Titina
- Ultim'ora di Dino Falconi e Oreste Biancoli

Compagnia Macario
- La scoperta del mappamondo di Macario e Chiribiri

Altre compagnie
- Mondo allegro di Bel-Ami (1936)
- Il piroscafo giallo di Erminio Macario, Ripp e Bel-Ami (1937)
- Follie d’America di Erminio Macario, regia di Erminio Macario (1938)
- Amleto, che ne dici? di Erminio Macario e Mario Amendola (1944)
- Febbre azzurra di Mario Amendola (1944-1945)
- Follie d'Amleto di Mario Amendola, con Lia Origoni (1946)
- Le educande di San Babila di Mario Amendola (1948)
- Ocklabama di Ruggero Maccari e Mario Amendola (1949)
- La bisbetica sognata di Enrico Bassano (1950)
- Votate per Venere di Orio Vergani e Dino Falconi (1951)
- Pericolo rosa (1953)
- Tutte donne meno io di Scarnicci e Tarabusi (1954)
- Made in Italy di Giovannini e Garinei, con Macario e Wanda Osiris (1955)
- L'uomo si conquista la domenica di Ruggero Maccari e Mario Amendola (1956)
- Non sparate alla cicogna di Ruggero Maccari e Mario Amendola (1957)
- E tu, biondina di Ruggero Maccari e Mario Amendola (1958)
- Chiamate Arturo 777 di Bruno Corbucci e Giovanni Grimaldi (1959)
- Una storia in blue-jeans di Bruno Corbucci e Giovanni Grimaldi, con Macario, Carlo Campanini, Valeria Fabrizi (1960)
- Undici sopra un ramo di Ernesto Caballo
- Masaniello, commedia musicale, con Macario, Nino Taranto, Miranda Martino (1962-1963)
- Febbre azzurra di Mario Amendola (riedizione) (1965)
- Le 6 mogli di Erminio VIII di Mario Amendola e Bruno Corbucci (1966)[39]
- Pop a tempo di beat di Raffaele Cile e Dino Mazzucco (1967)
- Miserie 'd Monsù Travet di Vittorio Bersezio (1970)
- Bastian contrari di Vittorio Bersezio (1971)
- Achille Ciabotto medico condotto di Mario Amendola e Bruno Corbucci (1971-1972)
- Un regolamento di conti di Mauro Macario (1971)
- Carlin Cerutti sarto per tutti di Mario Amendola e Bruno Corbucci (1974)
- Due sul pianerottolo di Mario Amendola e Bruno Corbucci (1975-1976)
- Anche le figlie di Maria portano i jeans di Marcello Marchesi e Gustavo Palazio (1976)
- Sganarello medicosifaperdire di C.M. Pensa e Mauro Macario (1977)
- Licenza di ridere di Mauro Macario (1977)
- Oplà, giochiamo insieme testi e regia di Mauro Macario (1979)

### Edizioni home video
- Erminio Macario [e altri], La rivista di Macario, Torino: La Stampa, 2005-2006 - collezione di libri e DVD comprendente:
  - Macario sono io! di Erminio Macario
  - Febbre azzurra di Erminio Macario, Mario Amendola, Pasquale Frustaci
  - Oklabama di Erminio Macario, Ruggero Maccari, Carlo Rizzo
  - E tu biondina, sceneggiatura di Erminio Macario, da una commedia di Mario Amendola e Ruggero Maccari, Follie d'Amleto, commedia musicale di Erminio Macario [e altri]
  - Chiamate Arturo 777, sceneggiatura di Erminio Macario, Bruno Corbucci, Giovanni Grimaldi
- Erminio Macario [e altri], Tutto Macario : il teatro, Roma: RAITrade, 2007 - collezione di video in DVD, comprendente:
  - La felicità 'd Monsù Guma, regia di Massimo Scaglione, sceneggiatura di Federico Garelli, libera rielaborazione e adattamento televisivo di Belisario Randone, Il figlio di Gribuja, regia di Massimo Scaglione, sceneggiatura da un canovaccio popolare cuneese rielaborato da Massimo Scaglione
  - Che quarantotto in casa Ciabotto di Mario Amendola, Bruno Corbucci ed Erminio Macario, regia di Vito Molinari, Le bastonate del servo di Erminio Macario
  - Due sul pianerottolo di Mario Amendola, Bruno Corbucci ed Erminio Macario, regia di Vito Molinari
  - Stazione di servizio di Mario Amendola, Bruno Corbucci ed Erminio Macario, regia di Vito Molinari
  - Pautasso Antonio esperto di matrimonio di Mario Amendola, Bruno Corbucci ed Erminio Macario
  - Il gallo del cortile, commedia in un atto di Mario Amendola, Bruno Corbucci ed Erminio Macario
  - Achille ciabotto medico condotto, commedia in due atti di Mario Amendola, Bruno Corbucci ed Erminio Macario
  - Carlin Cerutti sarto per tutti di Mario Amendola, Bruno Corbucci ed Erminio Macario, regia di Vito Molinari, Il cuoco e il segretario, sceneggiatura di Erminio Macario e Mario Amendola, da una farsa di Eugène Scribe
- Erminio Macario [e altri], Tutto Macario: la rivista, Milano: Fabbri, Roma: RAITrade, 2007 - collezione di video in DVD, comprendente:
  - E tu biondina, regia di Vito Molinari, sceneggiatura di Erminio Macario, da una commedia di Mario Amendola e Ruggero Maccari, musiche di Giovanni D'Anzi
  - Oklabama, regia di Vito Molinari, sceneggiatura di Erminio Macario, Ruggero Maccari, Carlo Rizzo, musiche di Castorina, Di Francesco, Trinca
  - Febbre azzurra, commedia musicale di Erminio Macario, Mario Amendola, Pasquale Frustaci, regia di Vito Molinari, Follie d'Amleto, commedia musicale di Erminio Macario [e altri], regia di Vito Molinari
  - Chiamate Arturo 777, sceneggiatura di Bruno Corbucci, Giovanni Grimaldi, musiche di Mario Bertolazzi, regia di Vito Molinari
  - La vedova allegra di Victor Léon e Leo Stein, adattamento televisivo di Mario Landi, Bruno Corbucci, Majolo, musiche di Franz Lehár, regia di Mario Landi

## Varietà radiofonici Rai
- Il mondo con me, rivista di Dino Falconi e Angelo Frattini, con Erminio Macario e la Compagnia di rivista di Milano, regia di Giulio Scarnicci, trasmessa il 22 ottobre 1953.[40]
- La vedova allegra di Leon e Stein, musica di Franz Lehár, regia di Mario Landi, trasmessa il 12 giugno 1955.[41][42]

## Prosa televisiva Rai
- Carlo Alberto, farsa con Carlo Campanini, Tatiana Farnese, Tonino Micheluzzi, Gilberto Mazzi, Vivi Gioi, Erminio Macario, Linda Sini, regia di Macario e Lino Procacci, trasmessa il 13 agosto 1959.
- Macario più (Rete 1, 1978)
- Buonasera con Macario, regia di Mauro Macario (Rete 2, 1979)

## Discografia parziale

### 33 giri
- 1971 – Le miserie 'd monssù Travet (Cetra, LPB 35039)
- 1971 – Finestre sul Po (Cetra, LPB 35040)
- 1973 – Le sei mogli di Erminio VIII (International Tv Record, 062)

### 78 giri
- 1937 – Vidi il Danubio... (Non era blu)/Cose che capitano... (La voce del padrone, HN 1258)
- 1940 – Camminando sotto la pioggia/Sempre Pierrot (Odeon, GO 20186)
- 1941 – La gagarella del Biffi Scala/Duar (fa no el bauscia) (La voce del padrone, HN 1984)
- 1941 – Il tamburo della banda D'Affori/La giava del tabacco) (La voce del padrone, HN 2020)

### 45 giri
- 1971 – Lady Laura/Uomo solo (Italdisc, IT 222)
- 1973 – Turin, Turin/La voce degli anni (Cetra, SP 1501)
- 1976 – Sanremo Sanremo/La recita è finita (RCA Italiana, TPBO 1201)
- 1979 – Ciao nonnino/Indovina, indovinello (Durium, Ld Al 8062)

## Libri
- Lo vedi come sei? - La parola a Macario, Milano, Sonzogno, 1941
- Come nasce un comico, Torino, Tipografia teatrale torinese, [s.d.]
- Macario story, Torino, Arti Grafiche Garino, 1971
- Teatro di Macario, Torino, Tipografia teatrale torinese, 1980 (Priuli & Verlucca)
- " Macario un comico caduto dalla luna (Baldini & Castoldi), 1998 di Mauro Macario
- " Macario mio padre (Campanotto editore) 2004 - di Mauro Macario
- " Album di Macario (Priuli & Verkucca) di Mauro Macario, 1980